# Debit Mastercard
Debit Mastercard — дебетовая карта, являющаяся одной из основных банковских платёжных карт и выпускаемая теми же системами, что и стандартная кредитная карта международной платёжной системы Mastercard. В отличие от неё, Debit Mastercard не предоставляет держателям кредитную линию, а вместо этого имеет привязку к средствам клиента банка, которые он хранит на своём банковском счёте.

## Распространение
Великобритания
В Великобритании Debit Mastercard работают наравне с уже созданной схемой дебетовых карт Maestro корпорации Mastercard.
До ввода Debit Mastercard здесь функционировали только дебетовые карты Maestro, предоставляемые Mastercard, но которые не принимаются также широко по всему миру, как прочие карты Mastercard. Система работы карты Maestro всё ещё является альтернативой карте Debit Mastercard и управляется компанией S2 Card Services Ltd., действующей по лицензии Mastercard. Основными эмитентами Debit Mastercard здесь являются Клайдсдейл банк (входящий в Yorkshire Bank), Северный банк (Ирландия) и «Metro Bank».
Debit Mastercard является конкурентом карт Visa Debit, предлагаемых компанией Visa Inc.
Австралия
В Австралии Debit Mastercard конкурирует с картами Visa Debit, предоставляемыми VISA.
Debit Mastercard в Австралии впервые выпущены банком Westpac в 2006 году как альтернативная карта держателям карт Cirrus.
Commonwealth Bank, ME Bank и Westpac примечательны тем, что это единственные банки в Австралии, выпускающие Debit Mastercard к любому счёту лица в возрасте от 16 лет и старше, в то время как другие учреждения требуют, чтобы владельцы карт были возрастом 18 или более лет.
Балтийские страны
Swedbank стал предлагать карты Debit Mastercard в Эстонии с 2011 года, а в Латвии и Литве начиная с 2012 г. Skandinaviska Enskilda Banken уже несколько лет предлагает Debit Mastercard and Visa Debit в балтийских странах, но с марта-апреля 2014 года этот банк предпочёл выбрать Debit Mastercard в качестве своей основной дебетовой карты, хотя всё ещё предлагает и Visa Debit.
Греция
По состоянию на март 2015 года все 4 основных греческих банка предлагали своим клиентам карты бесконтактной оплаты Debit Mastercard.
Eurobank Ergasias заменил этой картой линейку карт Maestro.
Национальный банк Греции начал замену дебетовых карт Maestro новой картой Debit Mastercard в марте 2015 года. Он стал последним из четырёх банков страны, предлагающих Debit Mastercard своим клиентам, но последовав за примером Eurobank, предлагает только одну эту линейку. 
Piraeus Bank добавил опциональный выбор карты Mastercard Debit наравне с Visa Debit (бывшая карта Visa Electron), которую в прошлом он предлагал лишь в качестве эксклюзива. Также Alpha Bank предлагает Debit Mastercard и бесконтактную Debit Mastercard в качестве одной из трёх опций дебетовой карты. Неясно, какой выбор из предлагаемого этими двумя банками больше всего привлекает клиентов, у которых нет конкретных предпочтений при первичном получении дебетовой карты.
США
В отличие от Великобритании и Австралии, в США карты Debit Mastercard доступны трёх уровней: Standard, Enhanced и World. В 2012 году в США были карты четырёх уровней: Standard, Gold, Platinum и World.
Канада
В Канаде выпуск Debit Mastercard был запланирован на 2015 год.